# Marele Duce Mihail Mihailovici al Rusiei
Marele Duce Mihail Mihailovici al Rusiei (rusă Михаил Михайлович; 16 octombrie 1861 – 26 aprilie 1929) a fost fiul Marelui Duce Mihail Nicolaievici al Rusiei și verișor primar al Țarului Alexandru al III-lea al Rusiei. A urmat o carieră militară însă i s-a interzis să trăiască în Rusia după ce în 1891 a făcut o căsătorie morganatică cu contesa Sophie de Merenberg. Și-a petrecut restul vieții în Anglia și pe Riviera franceză, scăpând de Revoluția rusă din 1917. Cele două fiice ale sale s-au căsătorit cu aristocrați britanici.

## Tinerețea

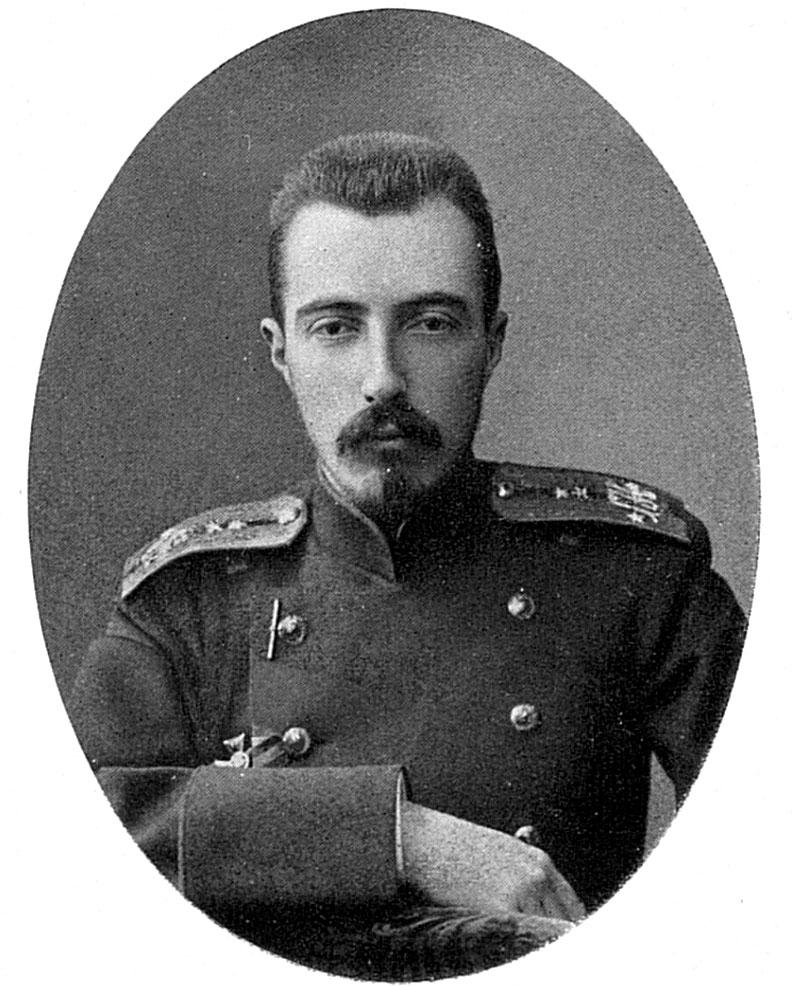
Marele Duce Mihail Mihailovici al Rusiei în tinerețe.

Marele Duce Mihail Mihailovici s-a născut la palatul Peterhof situat în afara orașului St.Petersburg la 16 octombrie 1861, al treilea copil și al doilea fiu al Marelui Duce Mihail Nicolaievici și a soției lui Marea Ducesă Olga Feodorovna (născută Prințesa Cecilie de Baden).
Cunoscut în familie "Mișa-Mișa", avea numai un an când, în 1862, familia s-a mutat la Tiflis, Georgia unde tatăl său fusese numit vicerege al Caucazului. În Caucaz și-a petrecut Mihail primii ani și adolescența unde familia a locuit timp de douăzeci de ani. Crescut într-un mediu strict și militar, a primit puțină afecțiune din partea părinților. Tatăl său, ocupat cu eforturile guvernamentale și militare, a rămas o figură îndepărtată. Mama lui cerea o disciplină strictă și era rece față de copiii ei. Mihail a fost o dezamăgire pentru mama sa care îl compara în mod nefavorabil lui cu mult mai inteligentul său frate mai mare Marele Duce Nicolae. Mihail a fost considerat cel mai puțin înzestrat din cei șapte copii iar mama sa menționa "prost".
În timpul perioadei din Caucaz, Marele Duce a excelat la echitație și și-a început cariera militară. Tânăr soldat, Mihail a participat la războiul ruso-turc din 1877-1878 și a fost promovat colonel. Îi plăcea viața militară și a servit în regimentul de vânătoare al gardienilor Egersky. În 1882, când Marele Duce Mihail avea 20 de ani, s-a întors cu familia la St. Petersburg când tatăl său a fost numit președinte al Consiliului de Miniștrii. Mihail era superficial și nu era o mare inteligență însă era înalt și frumos. A devenit popular în capitală petrecându-și cea mai mare parte a timpului la petreceri, la dans și la jocuri de noroc. Alexandru al III-lea l-a calificat "idiot".

## Căsătoria

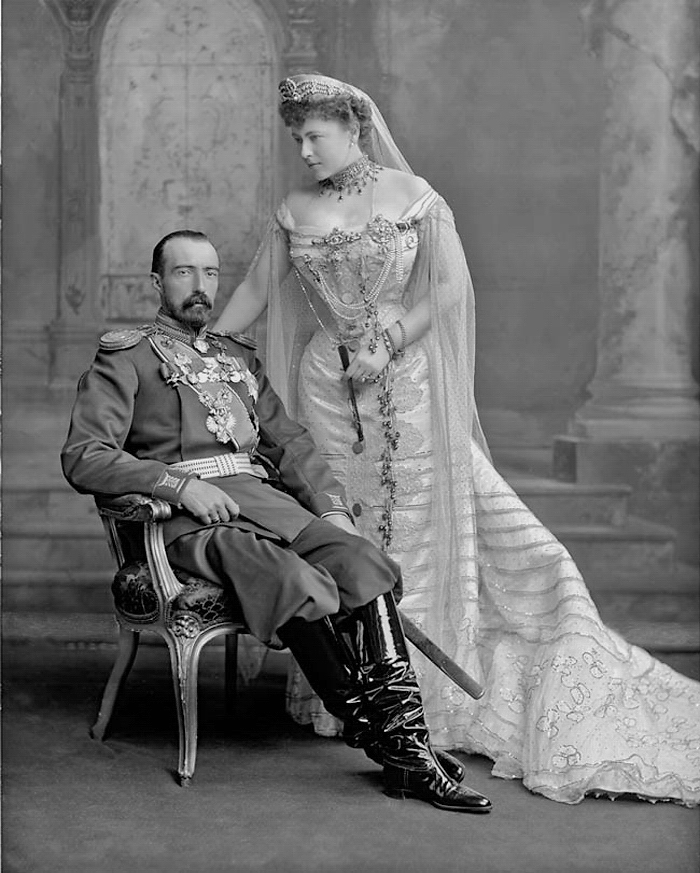
Marele Duce Mihail Mihailovici și soția sa.

Marele Duce Mihail locuia la Palatul Mihailovski împreună cu părinții, frații și sora sa. În încercările sale de a-și întemeia o familie, în 1886 a cerut mâna prințesei Mary de Teck însă a fost refuzat. Mai târziu a cerut mâna Prințesei Irene de Hesse Darmstadt iar în 1887 a Prințesei Louise, fiica cea mare a Prințului de Wales însă a fost refuzat din nou.
În 1888, a avut o relație cu prințesa Walewski. Mai târziu s-a îndrăgostit de contesa Katia Ignatieva, fiica fostului ministru de interne Nicolae Pavlovici Ignatiev. A încercat să obțină permisiunea de a se căsători cu ea și a mers împreună cu tatăl său să vorbească cu Țarul Alexandru al III-lea. Mama sa, Olga Feodorovna s-a opus vehement acestei mezalianțe. Pentru a rupe această relație, părinții au decis să-l trimită în străinătate.
În timp ce era la Nisa în 1891, Marele Duce Mihail s-a îndrăgostit de contesa Sofia de Merenberg, fiica prințului Nikolaus Wilhelm de Nassau și a soției morganatice, născută Natalia Alexandrova Pușchin. Bunicul matern al Sofiei era renumitul scriitor Alexandru Pușchin. Pentru că știa că nu va primi permisiunea de a se căsători, nici n-a mai cerut-o și s-a căsătorit la San Remo la 26 februarie 1891.
Căsătoria n-a fost numai morganatică dar și ilegală conform statutului familiei imperiale. S-a generat un sacandal imens la curtea rusă. Marele Duce Mihail a fost destituit din rangul său de la curtea imperială. I s-a interzis pe viață să se întoarcă în Rusia. Când mama sa a auzit de căsătoria morganatică a leșinat, apoi a plecat cu trenul în Crimeea pentru a se recupera însă a suferit un atac de cord și a murit, lucru pentru care a fost blamat Mihail. Marelui Duce Mihail nu i s-a permis să asiste la funerariile mamei sale.

## Exilul
Din cauza căsătoriei morganatice, Marele Duce Mihail și-a petrecut restul vieții trăind în exil în Anglia, Franța și Germania. Soția sa a primit titlul de contesă Torby de la vărul ei Marele Duce de Luxemburg . Inițial cuplul a locuit la Wiesbaden, Nassau. Doi dintre cei trei copii s-au născut aici. În 1899 s-au stabilit la Cannes unde aveau o vilă numită Kazbek după un munte din Georgia. Trăiau confortabil deoarece Mihail era proprietarul unei fabrici de îmbuteliere de apă minerală situată în apropiere de Tiflis.
O parte din timp și-o petreceau la vila lor din sudul Franței. Marele Duce a fost fondatorul și președintele clubului de golf de la Cannes, unde adesea juca în sezonul de iarnă. În sudul Franței se întâlnea și cu rudele sale din Rusia, în mod special cu sora sa Anastasia care avea o reședință în apropierea vilei lui. În 1903 tatăl său a suferit un accident vascular și s-a mutat la Cannes. Bătrânul Mare Duce a fost fermecat de nora sa și de nepoți. În 1908 Mihail a publicat un roman, Never Say Die, despre căsătoria morganatică scrisă cu resentimentul că nu i s-a permis să se întoarcă în Rusia.

După moartea tatălui său la Cannes la 18 decembrie 1909 lui Mihail i s-a permis să participe la funerarii; totuși soția sa a refuzat să meargă cu el încă indignată de jignirile de care avusese parte în urma căsătoriei ei.
Mihail a devenit președintele spitaului Hampstead căruia i-a donat o ambulanță și președintele societății de arte Hampstead. În fiecare an Marele Duce Mihail și soția sa îl vizitau pe regele Eduard al VII-lea la Castelul Windsor sau la Casa Sandringham.
La 4 septembrie 1927 soția sa a murit la vârsta de 59 de ani. regele George al V-lea i-a scris o scrisoare de condoleanțe iar Prințul de Wales a participat la funerarii. La 26 aprilie 1929 la vârsta de 67 de ani moare și Marele Duce Mihail după ce a contactat gripă. a fost înmormântat alături de soția sa la cimitirul Hampstead.